# 東京ディズニーランド15thアニバーサリー
東京ディズニーランド15thアニバーサリー（Tokyo Disneyland 15th Anniversary）は1998年4月15日〜1999年3月19日にかけて東京ディズニーランドで開催されたスペシャルイベントであった。

## 概要
1998年4月15日は東京ディズニーランドの開園15周年記念日であった。そのため東京ディズニーランドの15周年を祝うスペシャルイベントとして338日間に渡って開催された。（1999年1月19日のみ休園）
期間を4つのシーズンに分け、それぞれ異なったテーマのカーニバルを開催した

## キャッチフレーズ
- Viva! Magic(ビバ!マジック)

## 1st Season
1998年4月15日〜7月16日
王国史上最大のカーニバルの開幕

### キャッスルショー ビバ!マジック
『ビバ！マジック』（Viva! Magic）はシンデレラ城前に設けられたキャッスルフォアコートステージで開催されたスペシャルショー。ディズニー映画の歴史をなぞらえて構成されている。
- DATA
  - 公演期間：1998年4月15日〜1999年3月19日
  - 公演場所：キャッスル・フォアコート・ステージ
  - 公演時間：約25分
  - 公演回数：1日1〜3回
- Scene

1. Opening:Disney Carnival.
2. It's a All Started With a Mouse.
  - 蒸気船ウィリー
  - ミッキーの大演奏会
  - ミッキーの青春手帳
3. The Sorcer's Apprentice.
  - 魔法使いの弟子
4. All Character Medley.
  - 不思議の国アリス
  - 白雪姫と7人の小人
  - くまのプーさん
  - ピノキオ
  - 眠れぬ森の美女
  - ジャングルブック
5. Cinderella.
  - 灰被り姫
  - 魔法で変身
  - これが恋いかしら
  - 舞踏会
6. Pink Elephant on Parade.
7. A Night on Bald Mountain.
8. 1st Finale:Mickey's Magical Land
9. Grand Finale:Disney Canival

- 登場キャラクター[1]
  - ミッキー、ミニー、ドナルド、プルート、グーフィー、チップ、デール、アリス、ホワイトラビット、クララベル・カウ、ホーレス・ホースカラー、ダンボ、スノーホワイト、プリンス、七人のこびと、ビッグ・バッド・ウルフ、三匹の子ぶた、プー、イーヨー、ティガー、ピノキオ、ゼペット、ファールフェロー、ギデオン、シンデレラ、スージー、パーラー。フェアリーゴッドマザー、ステップマザー、アナスターシャ、ドリゼラ、ブレア・ラビット、ブレア・フォックス、ブレア・ベア、メリーポピンズ、ペンギン、キャプテンフック、ミスタースミー、ロジャーラビット、プリンス・フィリップ、プリンセル・オーロラ、キングリ

### ディズニー・カーニバル
『ディズニー・カーニバル』（Disney Carnivale）は東京ディズニーランドの15周年を祝い始まったスペシャルパレード。世界のカーニバルをディズニー流にアレンジしたパレード。パレードは3か所（ファンタジーランド～ウエスタンランド、プラザ、トゥモローランド～トゥーンタウン）で停止しショーが繰り広げられる。15周年期間終了後は「15th Anniversary」とい台詞などがカットされて継続された。
- DATA
  - 公演期間：1998年4月15日〜1999年3月19日
  - 公演場所：パレードルート
  - 所要時間：約15分
  - 公演時間：約45分
  - 公演回数：1日1回
  - フロート台数：16台[1]
  - 出演者数：260人[1]
  - 全長：250m[1]
- テーマと主なキャラクター[1]

1. Japan：火を象徴。
  1. パラソル・フロート：チップ、デール
  2. フェニックス・フロート：ミニー
2. Caribbean：水を象徴。カリブの海をイメージ。
  1. フッシュ・フロート：セバスチャン
  2. アリエル・フロート：アリエル
  3. バブル・フロート
3. Rio：太陽と虹を象徴。
  1. 黄金のジャガー・フロート
  2. サンシャイン・フロート：ミッキー
  3. クリスタル・フロート
4. VENICE：月と星を象徴。イタリアのヴェニスのマスカレードがモチーフ。
  1. マスク・フロート：シンデレラ＆王子
  2. ブリッジ・フロート：白雪姫＆王子、オーロラ姫＆王子
  3. ムーン・フロート：ベル＆野獣、アラジン＆ジャスミン
5. NEW ORLEANS：アメリカ大陸から吹く風を象徴。
  1. トランペット・フロート：プルート、ウィニー・ザ・プー
  2. クラリネット・フロート：ドナルド、デイジー、ロジャーラビット
  3. タンバリン・フロート：三匹の子ぶた、ビッグ・バッド・ウルフ

- 登場キャラクター（登場順）[1]
  - ミニーマウス、チップ、デール、セバスチャン、アリエル、ミッキーマウス、プリンス＆スノーホワイト、オーロラ＆プリンス・フィリップ、シンデレラ、プリンス・チャーミング、ベル＆ビースト、アラジン＆ジャスミン、プルート、グーフィー、ウィニー・ザ・プー、イーヨー、ティガー、ドナルド、デイジー、ビッグ・バッド・ウルフ、ファイファー、フィドラー、プラクティカル、ロジャーラビット、ジミニークリケット、ピノキオ、ゼペット、トゥイードル・ディー、トゥイードル・ダム

- 使用楽曲

Disney Carnivale

### カーニバル・ミッキー
プラザテラス（パートナーズ像前の広場）で行われるウェルカム・グリーティングショー。アトモスフィア扱いのため公演回数や時間は公表されていない。
出演キャラクター：ミッキー、ミニー、ドナルド、グーフィー、プルート、チップ、デール

### フィエスタ・トロピカール
15周年バージョンとして公演。

### ロジャーラビットのトゥーンタウンアワー
15周年バージョンとして公演。

### コズミック・カーニバル
15周年のお祝いに音楽好きの宇宙人6人とアンドロイド1人が「エンカウンターズ」というバンドを結成。15周年のテーマソングなどを演奏。

### ファンタジー・イン・ザ・スカイ
打ち上げ花火。15周年バージョンとして公演。

### ドナルドのバースデー
- 1998年6月9日

当日は、キャッスルショー「ビバ・マジック」の演出を一部変更して公演した。

### ディズニー・スターフェスティバル
- 1998年7月1日 - 7月7日

## 2nd Season

### スターライト・マジック
『スターライト・マジック』（Starlight Magic）は東京ディズニーランドの15周年を祝う夜のスペシャルショー。
ファンタジアの世界を花火と特殊効果によって再現するという趣旨のショー。キャッスルに設置された250発のパイロと、150発の本説打上花火の2部構成となっていた。
15周年期間終了と共に終了し、2000年に後は一部楽曲を変更し「スターライト・マジック2000」として再演された。
- DATA
  - 公演期間：1998年7月17日?〜1999年3月19日
  - 公演場所：キャッスルフォアコートステージ、パークワイド
  - 公演時間：約9分
  - 公演回数：1日1回
- Scene

1. 序曲
2. キャッスルイントロダクション
3. トレパック
4. キャッスルの炎上と崩壊
5. マジカルな復活
6. フィナーレ

- 登場キャラクター
  - ミッキーマウス
  - ミニーマウス
  - ドナルドダック
  - グーフィ

- 使用楽曲
- 展覧会の絵
- くるみ割り人形
- 火星
- 火の鳥
- Disney Carnival

他

## 3rd Season
1998年11月9日〜1998年12月31日午後6時

### クリスマス・カーニバル
『クリスマス・カーニバル』（Christmas Carnival）は東京ディズニーランドの15周年を祝うクリスマスのスペシャルパレード。
曲に会わせて（約3分おきに30秒ほど）ランダムな場所に停止した。
- DATA
  - 公演期間：1998年11月6日?〜1998年12月25日
  - 公演場所：パレードルート
  - 所要時間：約20分
  - 公演時間：約45分
  - 公演回数：1日2回
- 登場キャラクター

多数
- 使用楽曲
- Christmas Carnival

## 4th Season
1999年1月1日〜1999年3月19日

### カウントダウン・パーティ'99
- 開催期間：1998年12月31日午後8時〜1999年1月1日午前2時

『カウントダウン・パーティ'99』（Countdown Party 1999）は東京ディズニーランドの15周年を祝う、1999年のカウントダウンのスペシャルパーティ。カウントダウン・パレード99が実施された。
カウントダウン・パレード'99
- DATA
  - 開催時間：1998年12月31日23時35分〜1999年1月1日00時25分
  - 公演場所：パレードルート
  - 公演時間：約50分
  - 公演回数：1回

- 登場キャラクター

多数
- 使用楽曲
- Viva! Magic

他

### ニューイヤーズ・ホリデー
- 開催期間：1999年1月1日午前2時〜1999年1月10日

『ニューイヤーズ・ホリデー』（New Years Holiday）は東京ディズニーランドの15周年を祝う、1999年初頭を祝うスペシャルイベント、「ニューイヤーズ・ホリデー'99」という名前のパレードが実施された。
ニューイヤーズ・ホリデー'99
- DATA
  - 開催時間：1999年1月1日〜1999年1月10日
  - 公演場所：パレードルート
  - 公演時間：約45分
  - 所要時間：約20分
  - 公演回数：2回

- 登場キャラクター
  - ロジャーラビット
  - ミッキーマウス
  - ミニーマウス

他
- 使用楽曲
  - 一月一日
  - 桜
  - 春の海
  - 星に願いを

### グランドフィナーレ“カリエンテカリエンテ”
『グランドフィナーレ“カリエンテカリエンテ”』（GRAND FINALE）は東京ディズニーランドの15周年のラストをしめる一大カーニバル。パーク内4カ所からスタートしたパレードが、ダンサーが配布する紙製の帽子を受け取ったゲストを巻き込みながらプラザに集結し、ゲストと一緒にプラザを一回転、フィナーレ後はゲストが退出しパレードが帰って行くというもの。
東京ディズニーリゾート史上、稀にみる壮大なパレードだったが、安全面の都合から幾度か運営内容が変更され、2か月の公演期間のうちの後半1か月間はプラザを回転しなくなった。再演を望むゲストの声もあるが、同じ形での再演は初代エレクトリカルパレードの再演以上に無いと言われ、色々な意味で伝説と言われる。
- DATA
  - 公演期間：1999年1月14日?〜1999年3月19日
  - 公演場所：パレードルート
  - 所要時間：約45分
  - 公演回数：1日2回
- 登場キャラクター
  - ミッキーマウス
  - ミニーマウス
  - ドナルドダック
  - デイジーダック
  - グーフィ
  - ロジャーラビット

- 使用楽曲
  - Christmas Carnival
  - Hey-o